# Thomas Villiers, 1:e earl av Clarendon
Thomas Villiers, 1:e earl av Clarendon, född 1709, död den 11 december 1786, var en brittisk diplomat, sonson till Edward Villiers, 1:e earl av Jersey, farfar till George Villiers, 4:e earl av Clarendon.
Villiers blev 1737 envoyé i Warszawa och 1740 i Dresden (hos
August III av Polen och Sachsen). Han var 1742-43 envoyé i Wien, sändes 1744 åter till Warszawa och lyckades i december 1745 medla fredsslut mellan Preussen och Sachsen. 
Villiers var 1747-56 ledamot av underhuset, upphöjdes 1756 till baron Hyde och erhöll 1776 earlvärdighet av Clarendon (hans hustru härstammade från släkten Hyde, inom vilken denna titel förut burits).